# Gwendoline Yeo
Gwendoline See-Hian Yeo (Singapura, 10 de julho de 1977) é uma actriz e artista musical.